# Sideroxylon ekmanianum
Sideroxylon ekmanianum är en tvåhjärtbladig växtart som först beskrevs av Ignatz Urban, och fick sitt nu gällande namn av Bisse, J.E.Gut. och Carlos G. Iglesias. Sideroxylon ekmanianum ingår i släktet Sideroxylon och familjen Sapotaceae. Inga underarter finns listade i Catalogue of Life.